# Davide-Christelle Sanvee

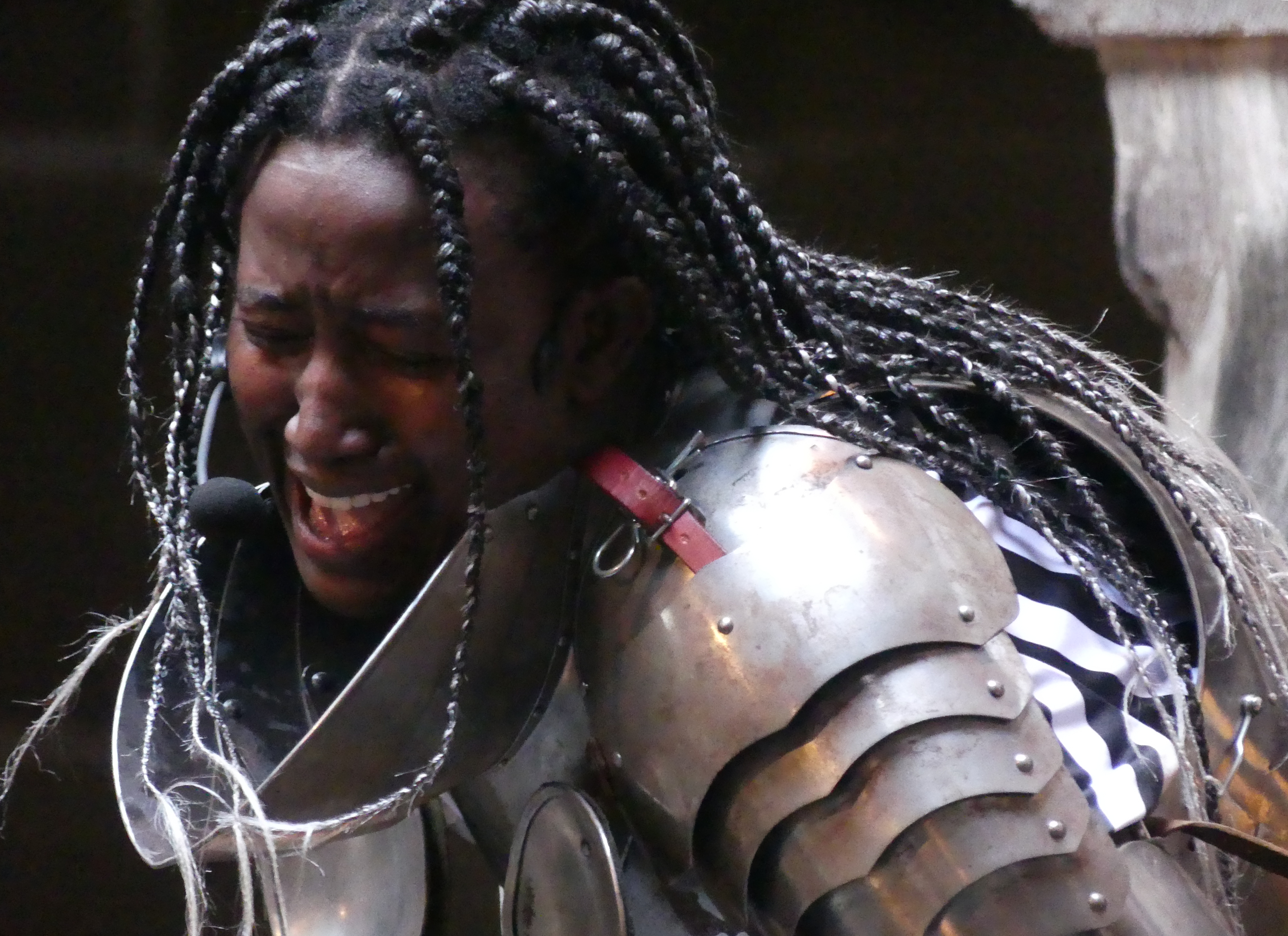
Beim Belluard Bollwerk Festival 2021 in Freiburg (Schweiz)

Davide-Christelle Sanvee (geboren 1993 in Lomé, Togo) ist eine in Genf und Amsterdam lebende Künstlerin. Sie ist bekannt für ihre partizipativen Performances, die oft sozial-politische Fragestellungen aufgreifen. 2019 wurde sie mit dem Performancepreis Schweiz ausgezeichnet.

## Ausbildung und Werdegang
Davide–Christelle Sanvee studierte zuerst von 2008 bis 2016 Klarinette am Konservatorium Conservatoire populaire de musique (CPMDT) in Genf. Ab 2013 während ihres Studiums der bildenden Kunst an der Genfer Kunsthochschule, HEAD – Haute école d'art et de design, wurde ihr klar, dass sie kein Teil einer elitären und geschlossenen Kunstwelt sein wollte. Deshalb beschloss sie in ihrer Kunstpraxis inklusiv, politisch und sozial engagiert zu sein. Als sie ihr Studium 2016 abschloss, hat sie den gesamten Einbürgerungstest nachgebildet und der Jury der Schule vorgelegt. Die Mehrheit der Jurymitglieder waren Schweizer, aber niemand hatte den Test bestanden und hätte es geschafft den Schweizer Pass zu bekommen. Ihren Master-Abschluss machte sie 2019 am Sandberg Instituut in Amsterdam, wo Architektur im Mittelpunkt stand und sie zwei Jahre lang die einzige Künstlerin unter Architekten und Designern war. Sie ist Assistentin für Performance & digitale Kunst bei HEAD in Genf.
Das Arbeiten in der Gruppe an Architekturprojekten und die notwendige Offenheit für Andere und für die Geschichte eines Ortes hat sie geprägt. Sie ist an intersektionalen Projekten interessiert und von 2020 bis 2021 in Lausanne am Théâtre de Vidy an Le théâtre des futurs possibles beteiligt, einem gemeinsamen Forschungsprojekt mit Wissenschaftlern und Künstlern, initiiert von Vincianne Despret, wo sie ihre Forschungsarbeit fortsetzen kann. Ihre Arbeiten wurden im öffentlichen Raum, in Theatern und in Ausstellungen, beim Belluard Kunstfestival oder im Centre Culturel Suisse, Paris, gezeigt.

## Arbeitsweise
Mit ortsspezifischen Performances untersucht und enthüllt die Künstlerin immaterielle Geschichten und Machtdynamiken, die in der Architektur und im öffentlichen Raum verankert sind. Sie fragt in ihren Performances danach wie die Dinge gemacht werden, wer entscheidet und warum sie hier sind. Sie verbindet Architektur mit ihrer Entstehungsgeschichte, führt imaginäre Dialoge mit Architekten, interagiert mit dem Publikum und ihrer eigenen Erfahrung. So zeigt sie, wie öffentliche Räume unsere Verhaltensregeln formen, wie Menschen im Raum interagieren. Sie verhandelt Unbewegliches und Unsichtbares und nutzt Humor, um Raum für Fragen zur Integration in der Schweiz zu schaffen und ignorierte Themen und ungehörte Erfahrungen sichtbar zu machen. Für sie ist es eine Notwendigkeit, gerade in der Kunst, politisch und sozial engagiert zu sein und die Sichtbarkeit der Künstler Position zu nutzen, um andere Perspektiven auszusprechen. Der Freiraum der Kunst hat für sie Auseinandersetzung und eine engagierte Praxis ermöglicht und ihr Interesse an sogenannten Minderheiten, die unsichtbar gemacht werden, gefasst. Ihre szenografischen Erzählungen entstehen aus der präzisen Beobachtung menschlicher Verhaltensweisen und dem bewussten Eintauchen in verschiedene Kulturen, Genres und in die Produktion und Rezeption historischer Figuren. Oft verkörpert sie Architektur oder Bild in einer Art Maskerade. Dafür arbeitet sie mit Soft Sculptures – mit tragbaren Objekten und spezifische Kostümen, die verschiedene visuelle Ebenen und Identitäten zum Tragen bringen. Als Performerin wird sie so zu einer agierenden Figur, die sich im Laufe der Performance zeigt.

## Performances und Präsentationen
- 2016: Festival Images, Kreation im Duo mit Isabelle Chladek, Vevey[11]
- 2017: Be Piet,  Museumplein, Amsterdam
- 2018: Scuzi, where is le château?, Théâtre de l'Usine, Château de Penthes, Genf, 2019 AM Instituto Svizzero, Rom[12]
- 2018: Roundabout what?, Amsterdam
- 2019: Reprise No fantasy on the horizon, Fondation Lambert, Avignon
- 2019: Everything around, including you, Sandberg instituut, Amsterdam
- 2019: Parking affinities, Performance und Gesang, Duplex, Genf
- 2019: Le ich dans nicht, Kunsthaus Aarau, 2019[13][14]
- 2020: Je suis pompidou.e.x, in situ, Centre Pompidou, FIAC, Paris[15]
- 2020:  Je ne m'ennuie jamais, on m'ennuie, Kreation für das CCS, FIAC, Paris
- 2020: Ways of Reading, in Zusammenarbeit mit Kadist, E-flux, New York
- 2020: Voyages, troisième épisode de la série théâtrale, Genf
- 2020: Etudes sur l'empathie, Le fond du Ricard, Studien zur Empathie, Fondation Pernod Ricard, Paris[16], mit Publikation[17]
- 2020: I LOVE #ArtisteDici, Genf[18]
- 2020:Tourbillon quoi qu'il arrive, Centre culturel suisse[19], Paris[8]
- 2021:  Être la forteresse, Kunstfestival Belluard Bollwerk International, Freiburg[9]
- 2021: Jeu Temple du présent – Solo pour octopus, Théâtre Vidy, Lausanne[20] Théâtre Saint-Gervais, Genf[21]
- 2020–2021: Vous êtes ici, theatrale Serie in Zusammenarbeit mit République éphémère,Théâtre de l'Orangerie,Théâtre Saint-Gervais, Pavillon de la danse ADC,Genf, Théâtre de l'Usine
- 2021: Théâtre des futurs possibles (Theater der möglichen Zukunft), Théâtre de Vidy, Lausanne
- 2021: Être la forteresse (Sei die Festung), Belluard Bollwerk, Freiburg (Schweiz)[22]
- 2022: La performance des performances, Bang Bang – Translokale Performance Geschichten, Museum Tinguely[23]
- 2023: Salle noir, Kaaitheater, Brüssel[24]
- 2024: Théâtre de Vidy, Veni, Vidy, Vici[25]
- 2024: Salle noir, Kunsttage Basel[26]
- 2024: The Remnants, In a State of Flow, Klöntal Triennale, Diesbach, Glarus Süd

## Auftritte für Film und Performance
- 2014: Performerin in 18 happenings in 6 parts: a reinvention von Dora Garcia, Barcelona[27]
- 2015: Performerin  in der Partitur The Sinthome von Dora Garcia, Biennale von Venedig, Italien
- 2016: Dayz von Regisseur Philbert Aimé Mbabazi, Hauptrolle, Genf[28]
- 2016: Delta Ventura von Regisseur Fulvio Balmer, Hauptrolle, Spanien[29]
- 2019: Loch Long und The Lousiest Spy Ever von der Regisseurin Rhona Mühlebach, Glasgow[30][31]

## Ausstellungen/Bildende Kunst
- 2019: Kabinett der Kuriositäten, Gruppenausstellung, La Julienne, Plan-les-Ouates[32]
- 2019: Dissident Business, School in Common, Candyland, Stockholm[33]
- 2017: Action Plante Ensauvagement, APE, Forschungsgruppe zu Stadtpflanzen, Genf[34]

## Residenzen, Workshops, Auszeichnungen
- 2024: Residenz an der Kaserne Basel[35][36]
- 2023: Kiefer Hablitzel │Göhner Kunstpreis[37]
- 2023: Kulturstipendium während des Leenaards-Kulturtreffens im Théâtre Vidy-Lausanne[38]
- 2019: Le ich dans nicht, Swiss Performance Award, Aarau
- 2019: In transition between worlds, Workshop und Performance in Zusammenarbeit mit Tina Reden und Francisca Khamis, De Stroom, Den Haag[39], HyperWerk, Basel[40]
- 2018–2019: Decolonial futures, Forschungsgruppe, Amsterdam[41]
- 2017: Residenz mit Gruppenausstellung, Les Facs, Saint-Ursanne[42]
- 2016: Finalistin Architekturwettbewerb l’institution médicale Val Fleuri, Genève[43]

## Galerie
Être la forteresse beim Belluard Bollwerk Festival in Freiburg (Schweiz) am 3. Juli 2021

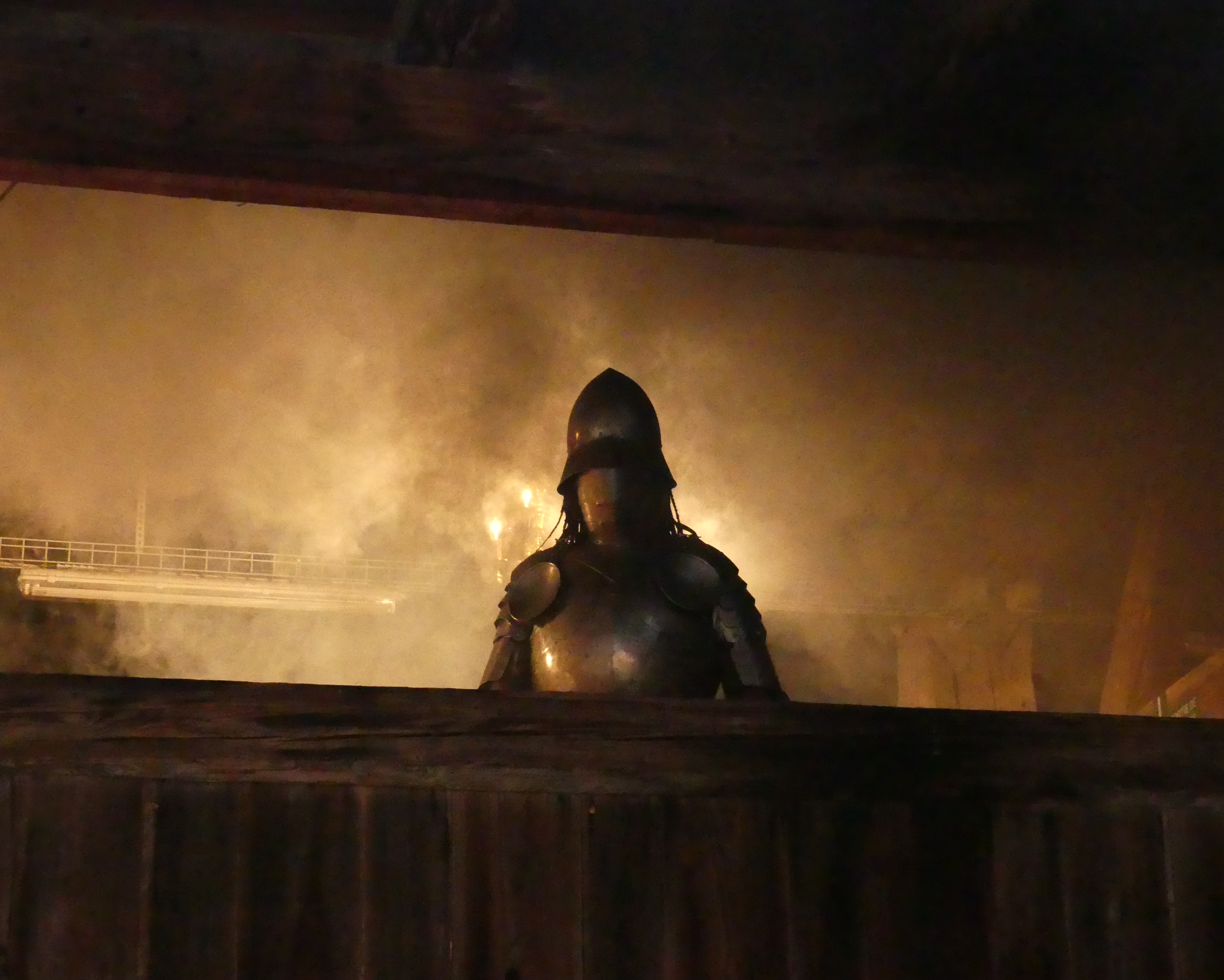
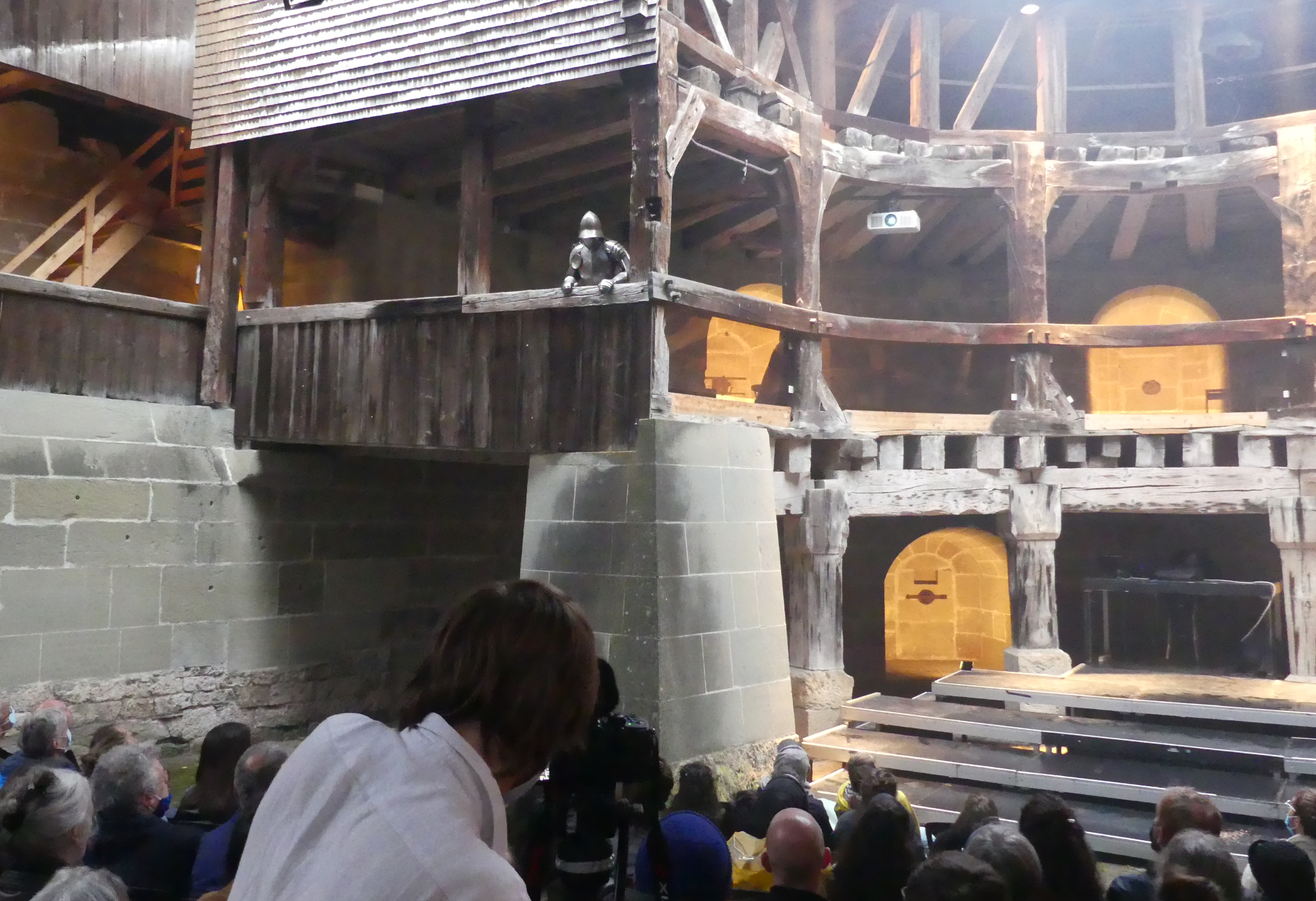
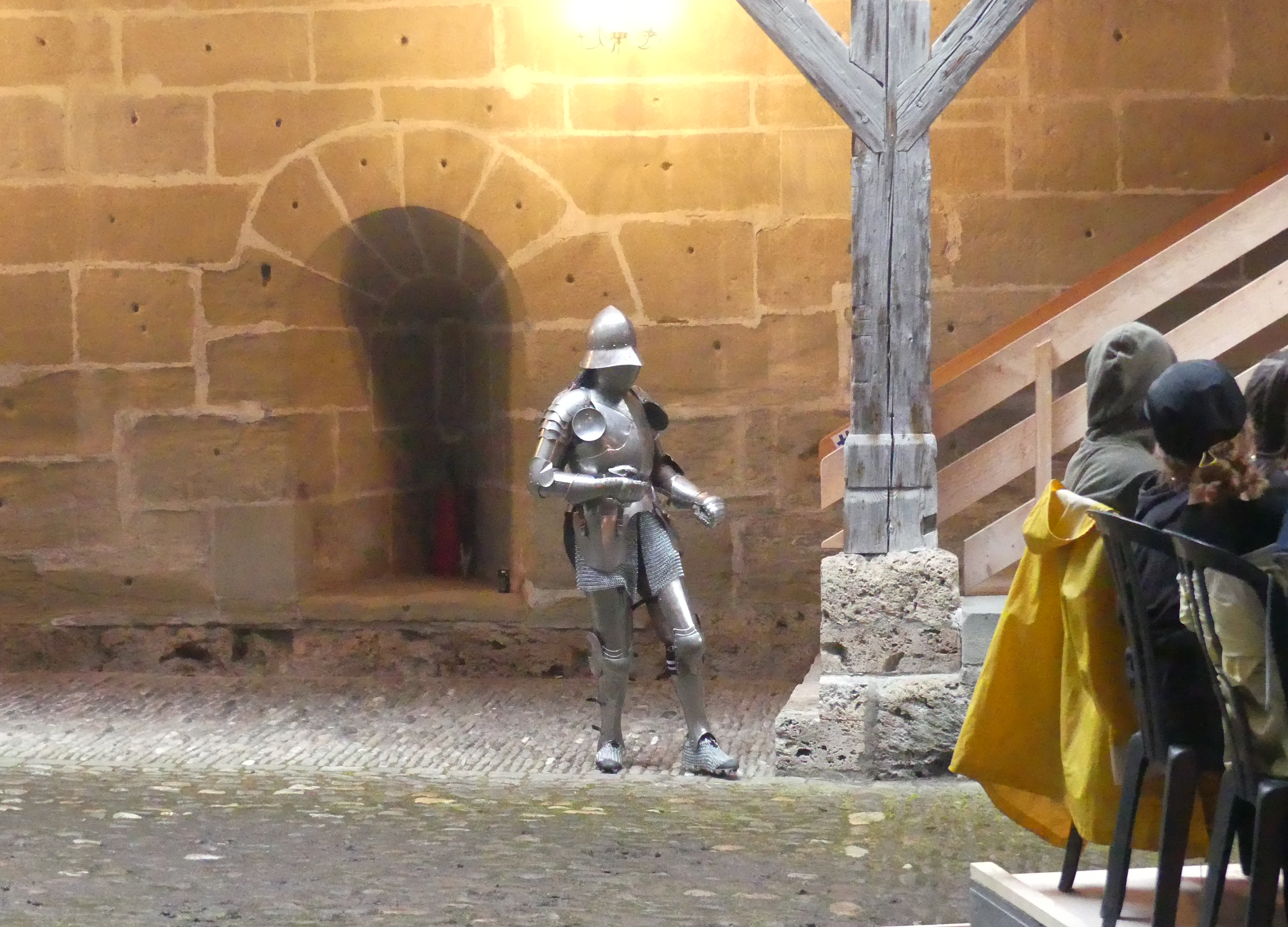
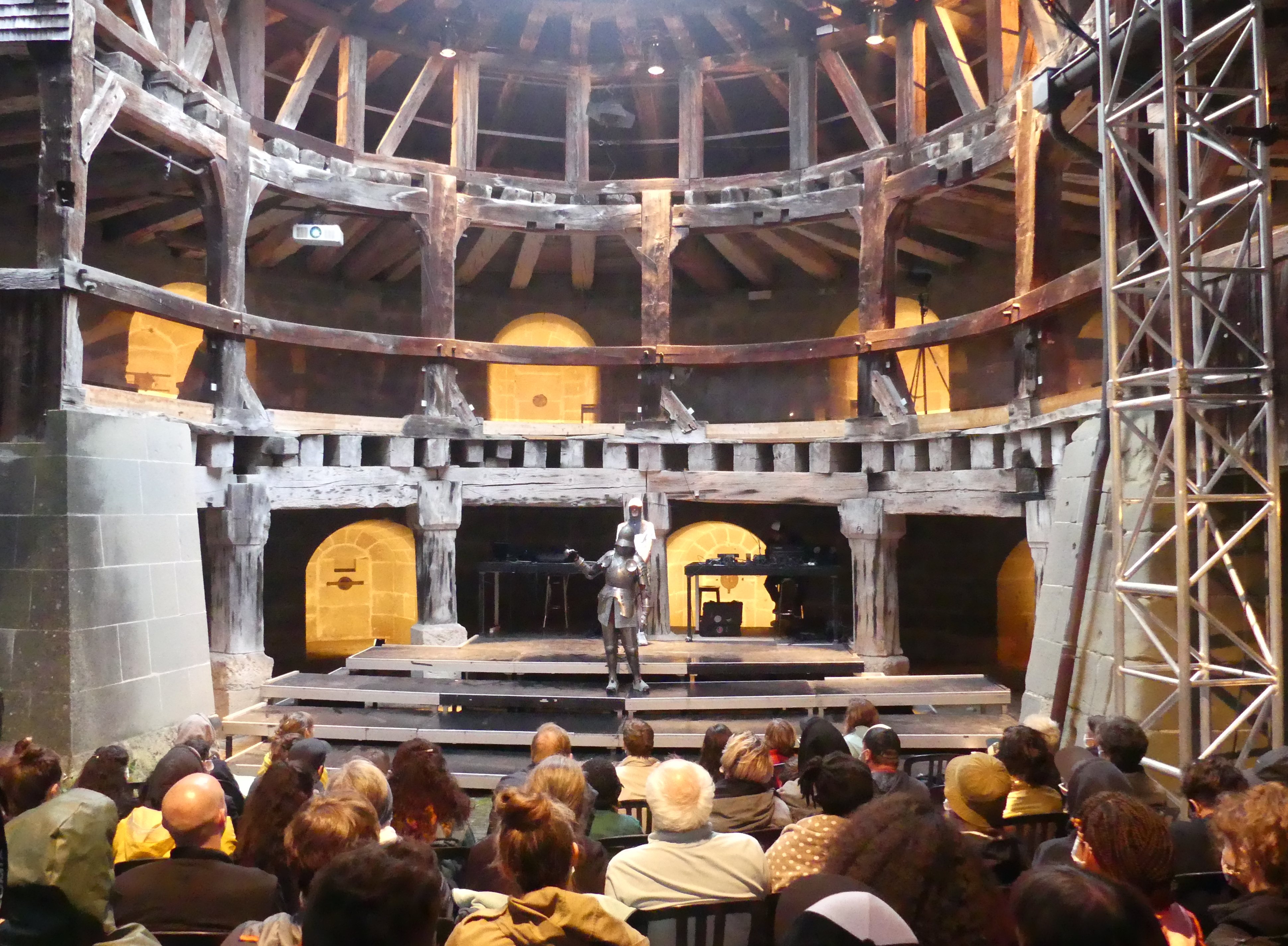
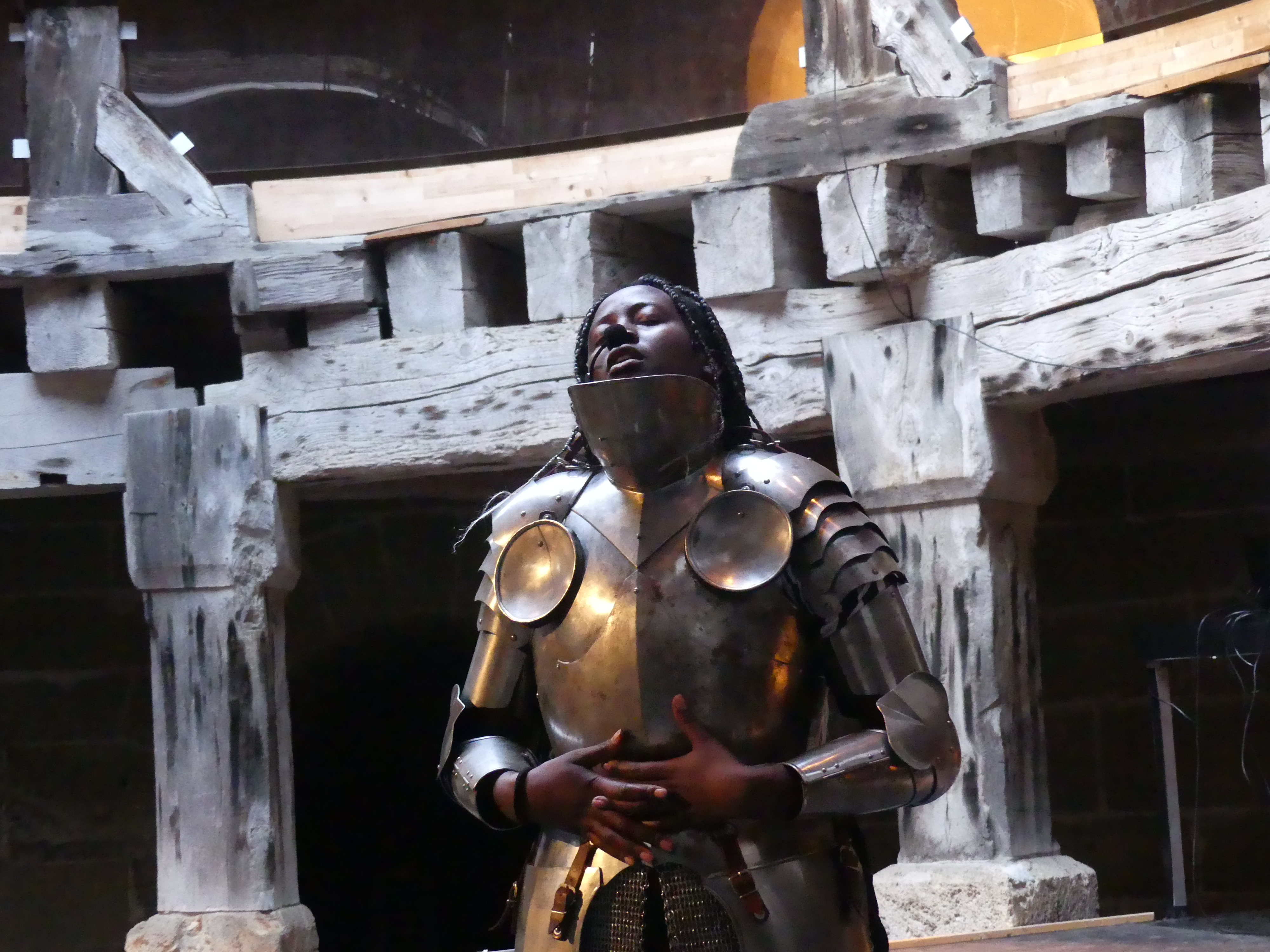